# Prieuré des bénédictines de Vinetz
Le couvent de Vinetz est un bâtiment située à Châlons-en-Champagne, en France.

## Localisation
L'entrée de l'église se fait par l'angle de la rue Saint-Eloi et de la rue de Vinetz dans le département français de la Marne, sur la commune de Châlons-en-Champagne. La partie archives départementales donne rue Carnot et l'entrée de la solidarité départementale se faisant par la rue Just-Berland.

## Histoire
Au Moyen Âge, le prieuré de Vinetz est un couvent de Bénédictines situé en bordure de l'ancien lit de la Marne (cette boucle de la Marne qui a fait place au canal et à la prise d'eau), à mi-chemin entre Saint-Martin-sur-le-Pré et Recy, au débouché de la voie des Nonnains (disparue en 1955). Non loin du prieuré se trouve une ferme avec ses dépendances.
À l'origine, le prieuré dépend de l'abbaye de Juilly (en Seine-et-Marne), puis de celle de Molesmes (en Côte-d'Or).
Le hameau de Vinetz s'étend un peu plus bas et comprend quelques fermes (au XVIIe siècle, sa population atteindra 80 habitants). Vinetz et Saint-Martin forment deux communautés distinctes qui font partie du domaine de l'évêque de Châlons.
Vers la fin du XIe siècle, celui-ci déléguera une partie de ses pouvoirs aux religieux de la très puissante abbaye de Saint-Pierre-aux-Monts qui, dès lors, exerceront leur autorité sur les deux communautés.

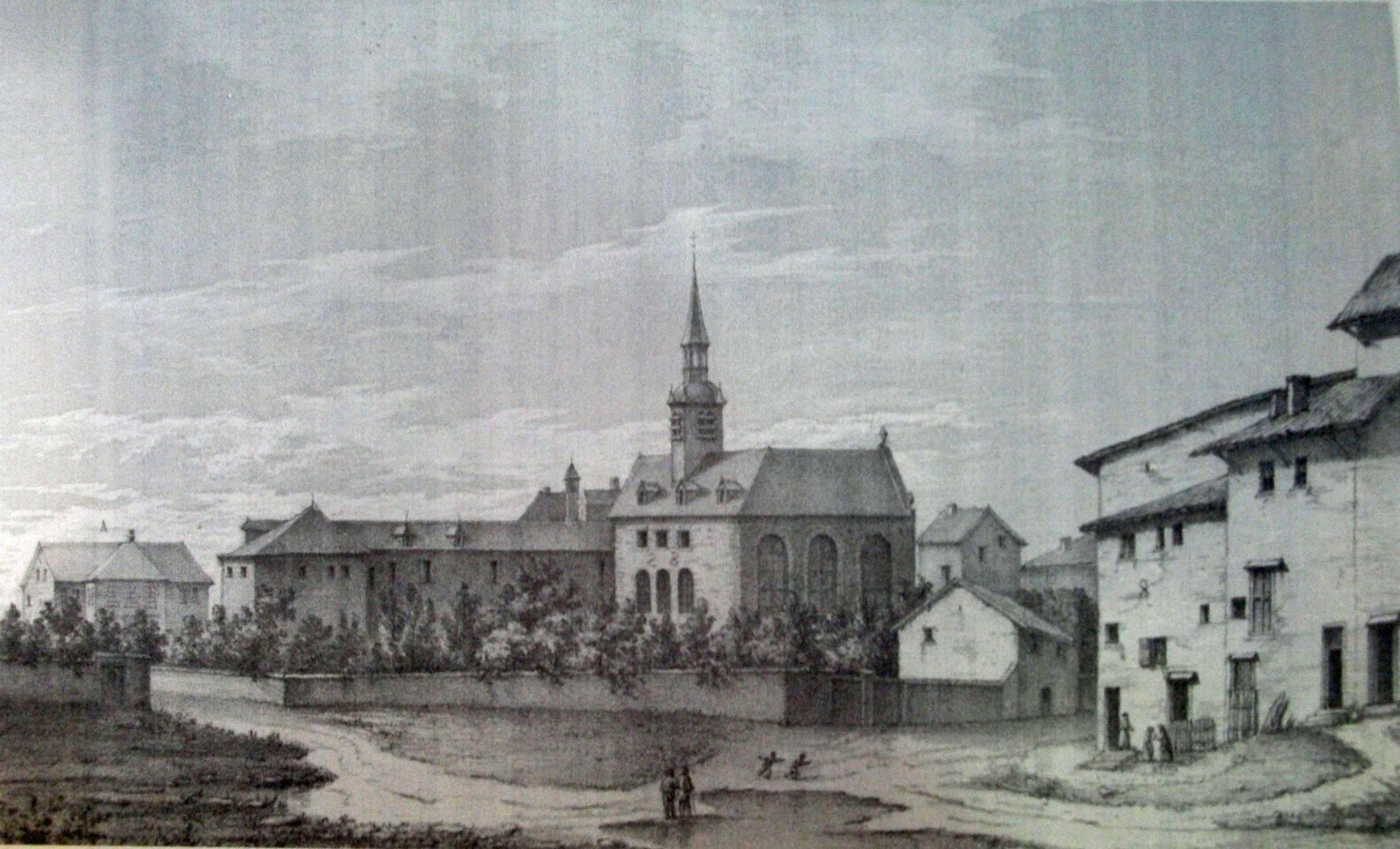
Vue ancienne dans le livre de Louis Barbat.
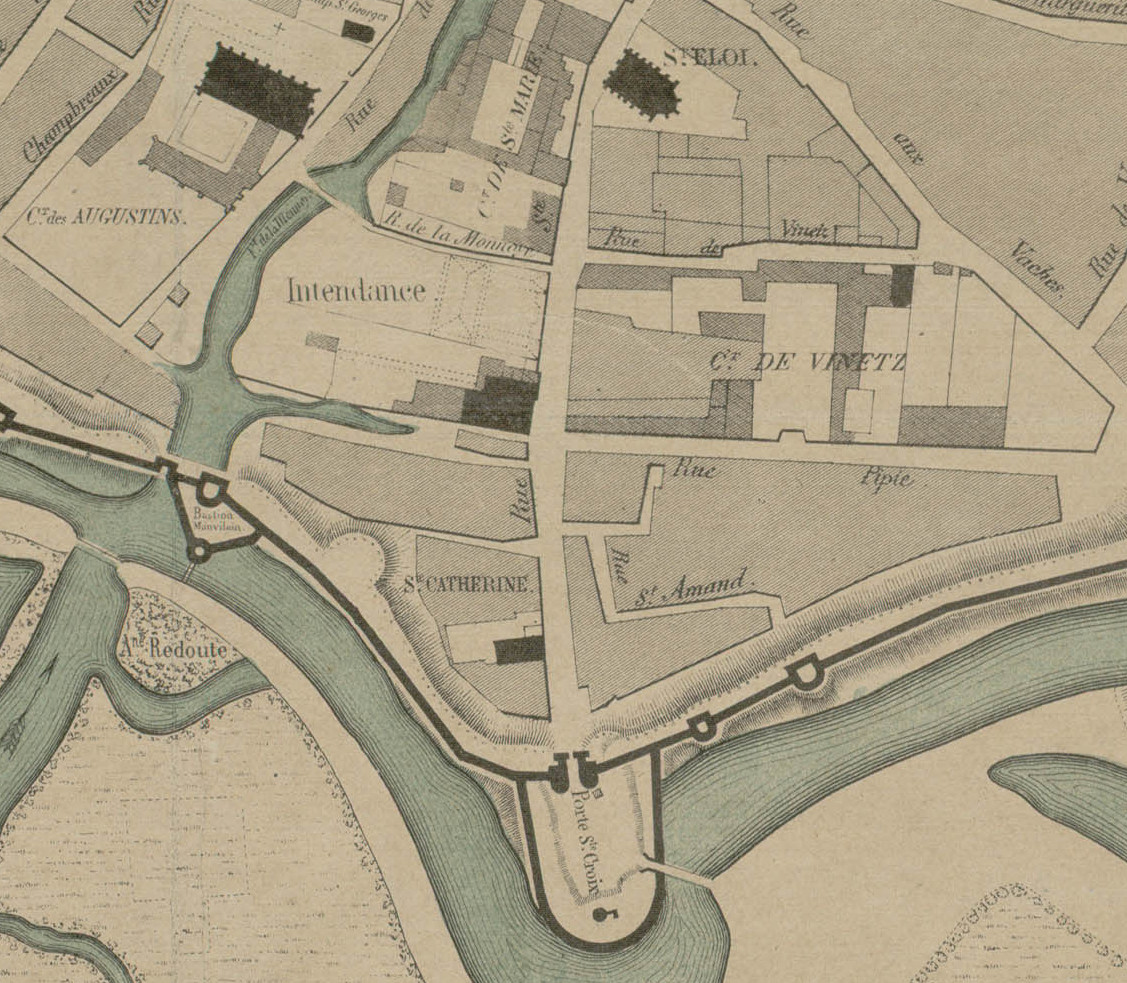
Représentation sur un plan XVIIIe siècle, bibliothèque Georges-Pompidou.
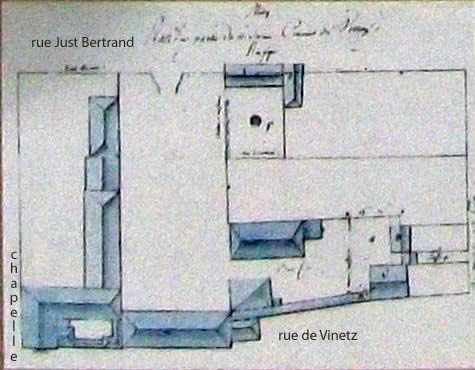
Plan du couvent, vers 1806.

Dès sa formation, le prieuré de Vinetz reçoit de nombreux biens immobiliers (donations, dots des religieuses.) qui vont lui permettre d'agrandir son domaine. Mais du XIVe au XVIIe siècle, le prieuré éprouvera bien des vicissitudes : conséquences de son isolement et des guerres civiles, notamment les ravages causés par les Anglais lors de la guerre de Cent Ans. Les religieuses l'abandonneront une première fois au début du XVe siècle pour s'y rétablir une trentaine d'années plus tard. Mais elles se verront contraintes de l'abandonner une seconde fois en 1540.
Il sera détruit, ainsi que sa ferme, en 1544 lors du passage de l'armée de Charles Quint, qui après y avoir passé la nuit, y mettra le feu. Seule la petite chapelle sera épargnée. Faute de moyens suffisants, il ne sera que partiellement reconstruit. Les dames de congrégation le réintégreront néanmoins en 1570, mais pour le quitter, définitivement, cette fois, en 1622. Elles iront s'établir à Châlons dans l'ancien couvent des Récollets, sis « rue aux vaches » devenue « rue de Vinetz ».

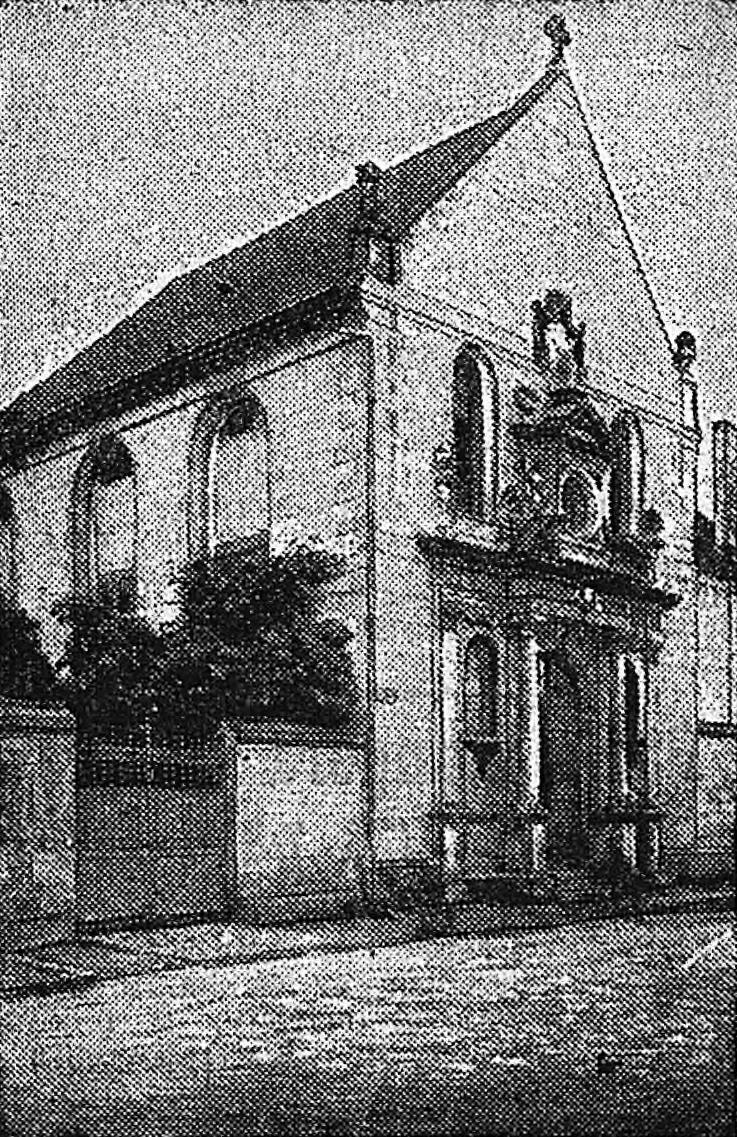
Chapelle alors lieu de manutention, en 1906.

Au début du XVIIIe siècle, il ne reste plus du prieuré que la maison du fermier, ainsi que la chapelle où, jusqu'à la Révolution, on se rendra en procession. Cette chapelle a existé jusqu'en 1813.
La chapelle de l'établissement devient par la suite un lieu de manutention. En octobre 1906 éclate un scandale à la caserne et la manutention : sont découverts d'importants détournements alimentaires, au préjudice de l'État, qui sont notamment le fait de sous-officiers. Cette affaire suscite alors l'indignation dans l'opinion publique,.

## Actuellement
L'ancien couvent est la propriété du département et sert de restaurant d'entreprise, un bâtiment reconstruit au XIXe siècle est affecté pour les archives départementales, la chapelle est utilisée pour des expositions temporaires et deux ailes accueillent le service de la solidarité départementale. Le centre est actuellement la place du forum de l'Europe, esplanade couverte de tessons et des mats ayant des drapeaux aux couleurs des pays européens.

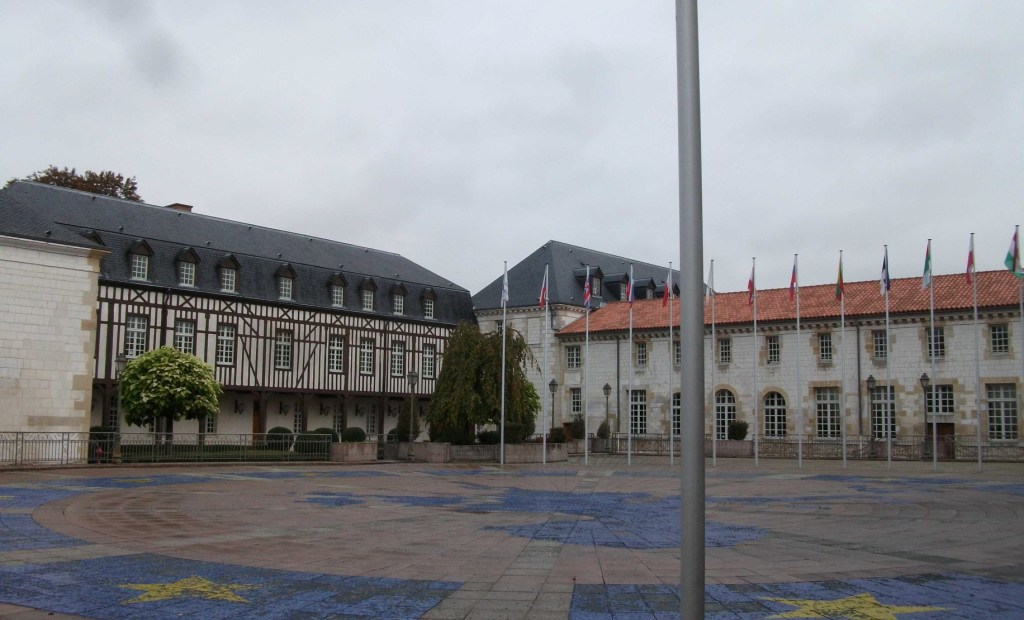
Place du forum de l'Europe, bâtiments de la solidarité départementale.
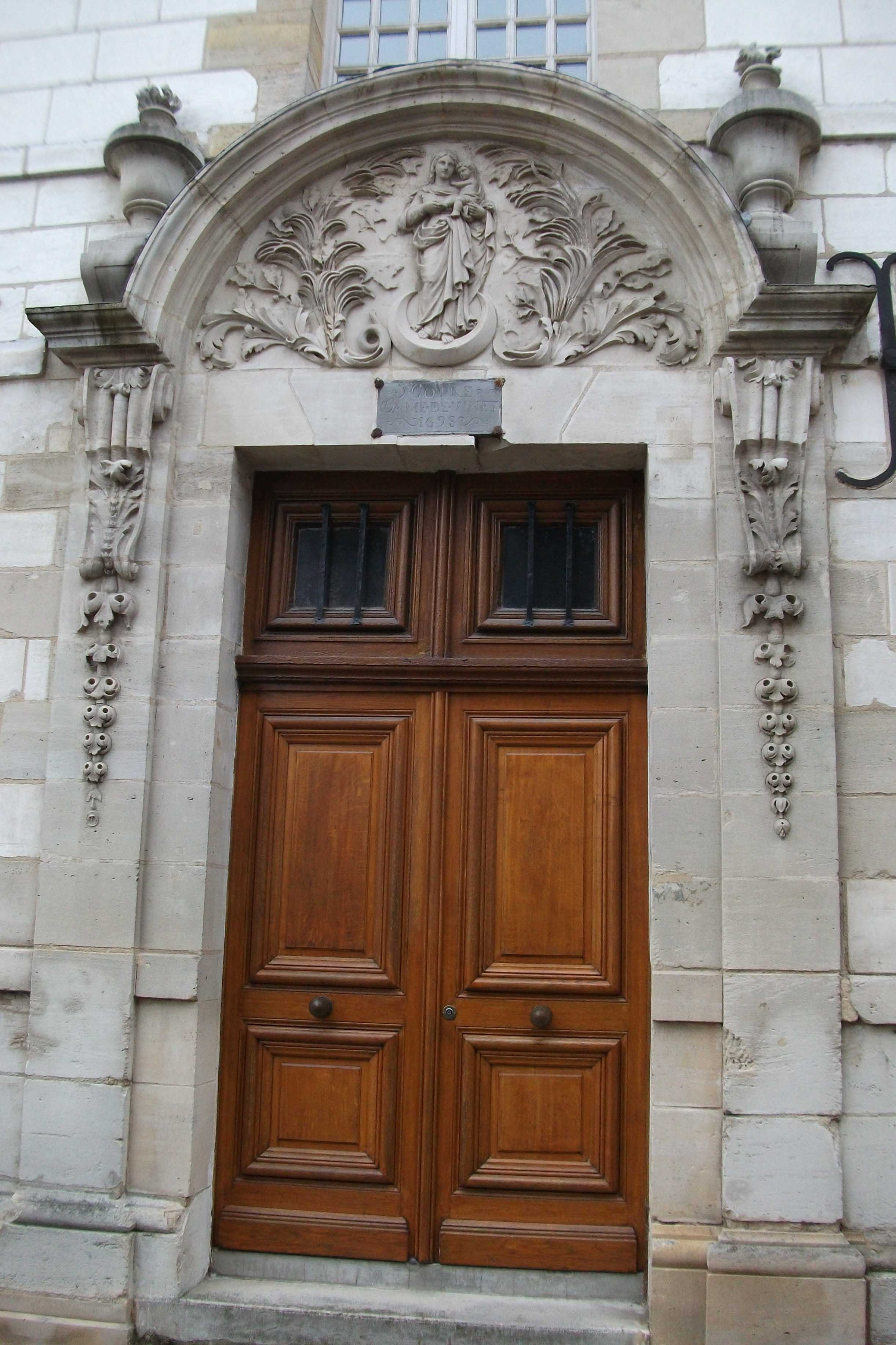
Porte, rue de Vinetz.
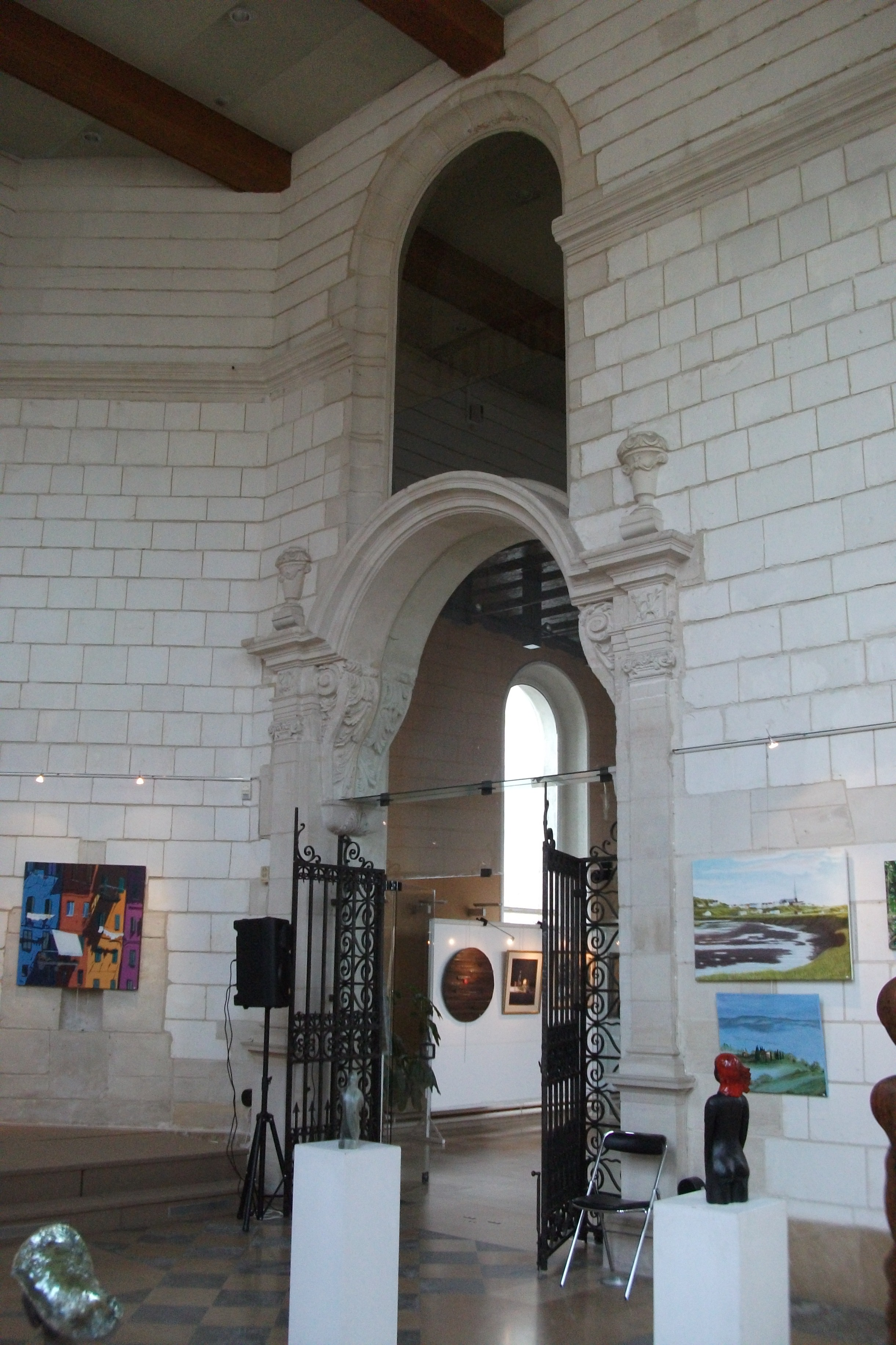
Intérieur de la chapelle.
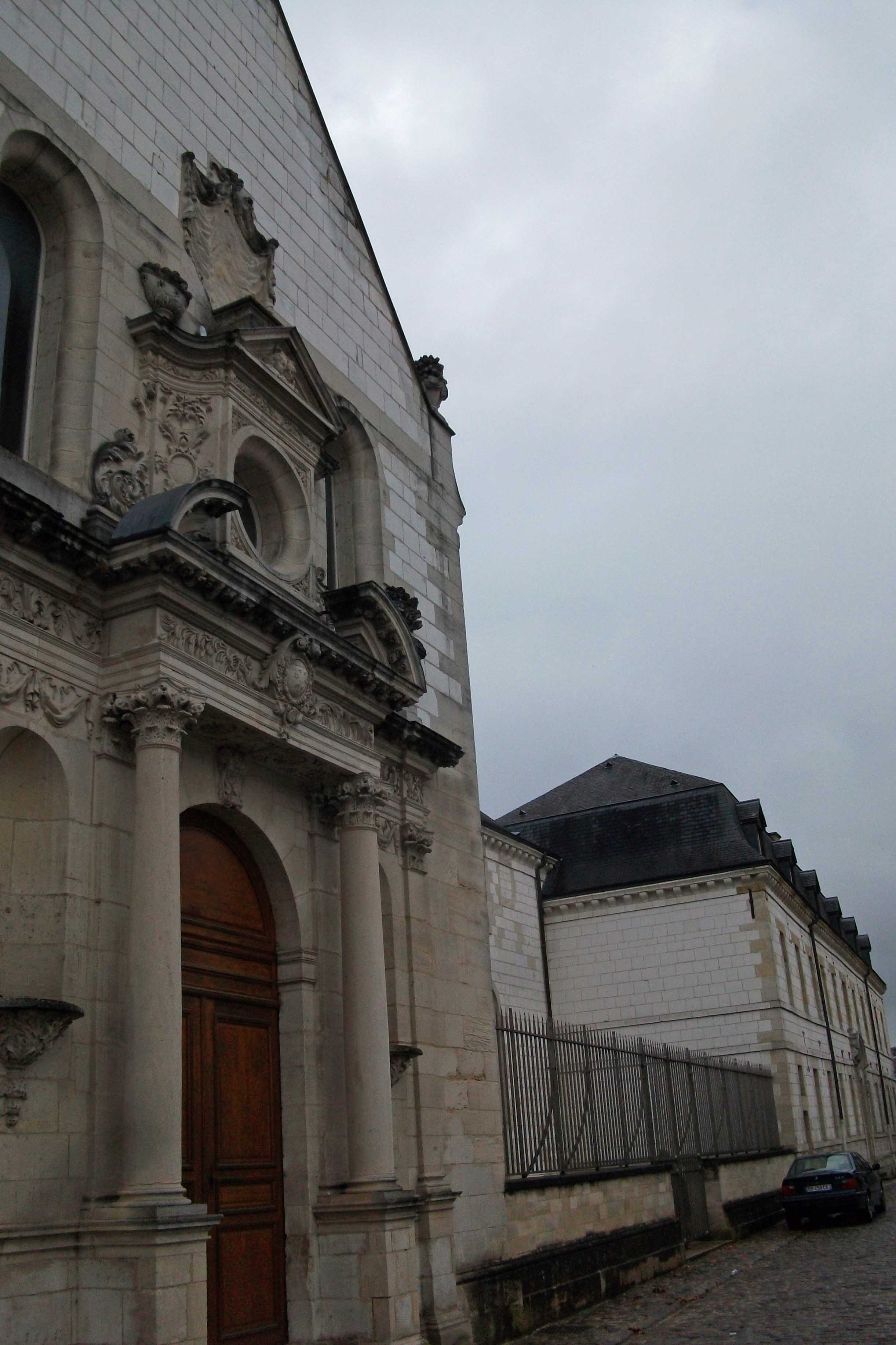
Façade.

## Sources
- Monographie de M. Loir et J. Chaumont
- Louis Barbat, Histoire de la ville de Châlons-sur-Marne et de ses monuments depuis son origine jusqu'à l'époque actuelle (1854) en deux volumes dont 1 de planches, Châlons-sur-Marne : T. Martin , 1855-1860.